# Фегор Огуде
Фегор Огуде (англ. Fegor Ogude, нар. 29 липня 1987, Лагос) — нігерійський футболіст, півзахисник національної збірної Нігерії.

## Клубна кар'єра
Народився 29 липня 1987 року в місті Лагос. Вихованець футбольної школи клубу «Варрі Вулвз». З 2007 по 2010 рік Огуда виступав за основну команду «Варрі Вулвз» з міста Варрі. У сезоні 2007/08 він став найкращим бомбардиром команди, а в сезоні 2008/09 Фегору дебютував у чемпіонаті Нігерії та забив 6 голів. В останньому для себе сезоні за «Варрі Вулвз» Огуда носив капітанську пов'язку та разом з клубом зайняв шосте місце в чемпіонаті 2009/10.
У серпні 2010 року Фегор перейшов в норвезьку «Волеренгу», яка стежила за ним весь останній рік. У чемпіонаті Норвегії дебютував 12 вересня у зустрічі проти «Стабека», вийшовши на заміну на 69-й хвилині замість Мортена Берре. Всього відіграв за команду з Осло 51 матч в національному чемпіонаті.
14 січня 2014 року підписав контракт з пермським «Амкаром».

## Виступи за збірні
Протягом 2009—2010 років залучався до складу молодіжної збірної Нігерії. На молодіжному рівні зіграв у 9 офіційних матчах, забив 4 голи.
В національній збірної Нігерії Огуде вперше зіграв 4 вересня 2011 року, в відбірковому матчі на Кубок африканських націй 2012 року.
На початку 2013 року був включений в заявку на переможний для Нігерії Кубок африканських націй, де Фегор зіграв три матчі на груповому етапі, а в півфіналі та фіналі був запасним.
Влітку 2013 року в складі збірної був учасником розіграшу Кубка конфедерацій 2013 року у Бразилії, на якому зіграв в усіх трьох матчах збірної на турнірі.
Наразі провів у формі головної команди країни 16 матчів.

## Титули і досягнення
- Володар Кубка африканських націй (1): 2013